# Судаков, Александр Иванович
 Алекса́ндр Ива́нович Судако́в  (4 апреля 1851 года, Москва — 1 октября 1914 года, Москва) — русский врач, ординарный профессор по кафедре гигиены, ректор Императорского Томского университета.

## Биография
Родился в семье священника. Первоначальное образование получил в Тверском духовном училище и Тверской духовной семинарии, специальное — в Петербургской медико-хирургической академии, курс которой окончил с отличием в 1875 году.
В 1876 году прикомандирован к клиническому военному госпиталю, где состоял ординатором хирургического отделения профессора Е. И. Богдановского, занимаясь в то же время в гигиенической лаборатории профессора А. П. Доброславина. Во время русско-турецкой войны Судаков был командирован в распоряжение общества попечения о больных и раненых воинах. В 1879 году был командирован в Астраханскую губернию, в виду появления ветлянской чумы. В 1880 году удостоен степени доктора медицины за диссертацию «Исследование о составе и питательных свойствах гречихи» (Санкт-Петербург, 1879). В 1884 году главное военно-медицинское управление послало Судакова за границу с целью подготовить из него специалиста для заведования гигиенической лабораторией при Николаевском военном госпитале; заведование и было ему поручено после заграничной командировки. За границей Судаков занимался у Петтенкофера, Пастера и Коха.
В 1887 году Судаков был избран приват-доцентом по кафедре гигиены военно-медицинской академии, командирован в ряд городов Московского, Виленского, Киевского и Варшавского военных округов для ознакомления военных врачей с методами исследования холеры по способу Коха. С 1887 по 1890 год состоял редактором газеты «Военно-Санитарное Дело». В 1890 году назначен профессором гигиены в Императорский Томский университет, ректором которого был дважды: 1892—1894 гг. и 1895—1903; в 1898—1899 годах одновременно управлял западносибирским учебным округом.
В период ректорства Судакова в университете были возведены гигиенический институт (1893), факультетские клиники (1893), амбулатория (1902), открыт юридический факультет (1898).

## Сочинения
Главнейшие сочинения Судакова (кроме диссертации) — «К вопросу об усвоении смешанной растительной пищи» («Военно-Медицинский Журнал», 1881), «О пище рабочих» (ib.), «Ueber die Bewegung des luftgases im Boden in der Richtung geneizten Wohnraume»; «Условия развития и расширения брюшного тифа» («Военно-Медицинский Журнал», 1882), «О распространении болезней молоком», «Состояние здоровья призываемых к военной службе в России, Австрии и Германии» («Военно-Санитарное Дело», 1883), «О лечении больных офицеров на отечественных минеральных водах» (ib., 1884), «Военные госпиталя и местные лазареты» (ib.), «Записки по гигиене для воспитанников фельдшерской школы». Ряд статей, печатанных в журнале «Здоровье»; под заглавием «Народная Медицина», «Холерная эпидемия в Томске в 1892 г.», «Исторический очерк чумных эпидемий и этиология чумы», «К вопросу об этиологии повального воспаления легких у рогатого скота» и др.